# Bài hát hay nhất (mùa 2)
Mùa thứ hai của Bài hát hay nhất được ghi hình trước và phát sóng từ ngày 4 tháng 3 năm 2018, vào lúc 21:15 mỗi chủ nhật hàng tuần trên VTV3 riêng đêm Liveshow Chung kết được truyền hình trực tiếp vào lúc 21:10 ngày 13 tháng 5 năm 2018 trên VTV3. Chương trình được dẫn bởi MC Phí Nguyễn Thùy Linh. Nhạc sĩ Hồ Hoài Anh thay thế Nguyễn Hải Phong ngồi ghế giám khảo cũng với ba nhạc sĩ của mùa trước là Đức Trí, Giáng Son và Lê Minh Sơn.
Có một số thay đổi trong luật chơi so với mùa thi trước. Ở vòng "Thu âm", các giám khảo không bị che khi xem các màn trình diễn, và mỗi giám khảo sẽ chọn cho đội của mình bảy thí sinh (thay vì là tám) để thi đấu ở các vòng "Sáng tác", "Tranh đấu" và "Liveshow".

## Đội huấn luyện viên và kết quả
| Chú giải | Quán quân | Á quân                  | Bị loại ở vòng Liveshow (bởi bình chọn của khán giả) và về vị trí thứ ba                                                               |
| Chú giải | Bị loại ở vòng Tranh đấu | Bị loại ở vòng Sáng tác | Bị loại trực tiếp bởi BTC hoặc tự rút khỏi cuộc thi vì lý do cá nhân và các phần thi đã bị lược bỏ trước khi phát sóng (kèm chú thích) |
| Chú giải | Thí sinh in nghiêng là thí sinh tuy bị loại ở vòng Trại Sáng tác 24H nhưng được góp mặt ở vòng Bán kết nhờ có số lượt bình chọn cao nhất từ khán giả ở vòng Giải cứu |                         | |

| Huấn luyện viên | Thí sinh               | Thí sinh         | Thí sinh             | Thí sinh          |
| --------------- | ---------------------- | ---------------- | -------------------- | ----------------- |
| Hồ Hoài Anh     | Trương Nguyễn Hoài Nam | Gin Tuấn Kiệt    | Đinh Tuấn Anh        | Bùi Lan Hương     |
| Hồ Hoài Anh     | Shin Hồng Vịnh         | Hoàng Khả Linh   | Dương Quốc Huy       | —                 |
| Giáng Son       | RTee & Juun Đăng Dũng  | Sa Huỳnh         | Nguyễn Ngọc Tường Vy | Nhóm O-Plus       |
| Giáng Son       | Hoàng Thống            | Nguyễn Hoàng Sơn | Vũ Bình Minh         | —                 |
| Đức Trí         | Nguyễn Đình Khương     | Dũng Hà Hakoota  | Phạm Minh Triết      | Nguyễn Minh Cường |
| Đức Trí         | Nguyễn Hoàng Ly        | Nguyễn Thành Đạt | Nguyễn Kim Tuyên     | Lê Minh Phương    |
| Lê Minh Sơn     | Lộn Xộn Band           | Trần Khánh Ly    | Dư Quốc Vương        | Dật Hanh          |
| Lê Minh Sơn     | Trương Phước Lộc       | Phạm Hoàng Duy   | Jis Song Joo-young*  | —                 |

* Thí sinh đã rút khỏi cuộc thi trước vòng "Trại Sáng tác 24H" vì lý do gia đình.

## Vòng Thu âm
| Chú giải | HLV đã gạt cần chọn | Thí sinh bị loại do không có HLV nào gạt cần chọn | Thí sinh chắc chắn vào đội của HLV này | Thí sinh quyết định chọn vào đội của HLV này | Lựa chọn của HLV này không có giá trị thực tế vì đã chọn đủ thí sinh cho đội |

### Tập 1
Phát sóng: ngày 4 tháng 3 năm 2018
| TT | Thí sinh                             | Bài hát                            | Huấn luyện viên/Lựa chọn của thí sinh | Huấn luyện viên/Lựa chọn của thí sinh | Huấn luyện viên/Lựa chọn của thí sinh | Huấn luyện viên/Lựa chọn của thí sinh |
| TT | Thí sinh                             | Bài hát                            | Hồ Hoài Anh                           | Giáng Son                             | Đức Trí                               | Lê Minh Sơn                           |
| -- | ------------------------------------ | ---------------------------------- | ------------------------------------- | ------------------------------------- | ------------------------------------- | ------------------------------------- |
| 1  | Nguyễn Hoàng Ly (LyLy) Đà Nẵng/TPHCM | "Chưa bao giờ như bây giờ"         | —                                     | —                                     |                                       |                                       |
| 2  | Dương Quốc Huy 25 tuổi, Vũng Tàu     | "Về nhà"                           |                                       |                                       | —                                     |                                       |
| 3  | RTee & Juun Đăng Dũng                | "Yêu bạn được không?"              | —                                     |                                       |                                       | —                                     |
| 4  | Bùi Lan Hương Hà Nội/TPHCM           | "Mâu thuẫn"                        |                                       | —                                     |                                       |                                       |
| 5  | Lý Dương Đạt 20 tuổi, TPHCM          | "Hoàng hôn trên tóc"               | —                                     | —                                     | —                                     | —                                     |
| 6  | Dũng Hà Hakoota (Phạm Dũng Hà)       | "Dưới tán lá phong non"            |                                       |                                       |                                       |                                       |
| 7  | Dư Quốc Vương                        | "Mười năm trở về"                  | —                                     | —                                     | —                                     |                                       |
| 8  | Phạm Ngọc Quỳnh Như                  | "Em đã chủ động rồi nha"           | —                                     | —                                     | —                                     | —                                     |
| 9  | Lộn Xộn Band                         | "Người yêu tôi không có gì để mặc" |                                       |                                       |                                       |                                       |

### Tập 2
Phát sóng: ngày 11 tháng 3 năm 2018
| TT | Thí sinh                                   | Bài hát                   | Huấn luyện viên/Lựa chọn của thí sinh | Huấn luyện viên/Lựa chọn của thí sinh | Huấn luyện viên/Lựa chọn của thí sinh | Huấn luyện viên/Lựa chọn của thí sinh |
| TT | Thí sinh                                   | Bài hát                   | Hồ Hoài Anh                           | Giáng Son                             | Đức Trí                               | Lê Minh Sơn                           |
| -- | ------------------------------------------ | ------------------------- | ------------------------------------- | ------------------------------------- | ------------------------------------- | ------------------------------------- |
| 1  | Vũ Bình Minh 25 tuổi, Đà Lạt               | "Hạnh phúc của bạn là gì" | —                                     |                                       | —                                     |                                       |
| 2  | Phan Ngân & Hải Sâm                        | "Sắp lớn hết rồi"         | —                                     | —                                     | —                                     | —                                     |
| 3  | Lê Minh Phương Hà Nội                      | "Hương sắc trời"          | —                                     | —                                     |                                       |                                       |
| 4  | Nguyễn Ngọc Tường Vy 16 tuổi, TPHCM        | "Tập làm mưa"             |                                       |                                       |                                       |                                       |
| 5  | Trương Thị Ngọc Trâm                       | "Cũng như nhau"           | —                                     | —                                     | —                                     | —                                     |
| 6  | Trương Phước Lộc TPHCM                     | "Ông kẹ"                  | —                                     |                                       |                                       |                                       |
| 7  | Nguyễn Kim Tuyên 18 tuổi, Phú Yên          | "Sài Gòn tôi mưa"         | —                                     | —                                     |                                       | —                                     |
| 8  | Jis Song Joo-young Hàn Quốc                | "Trôi"                    | —                                     |                                       | —                                     |                                       |
| 9  | Trương Nguyễn Hoài Nam (Andiez Nam Trương) | "Là anh đó"               |                                       |                                       |                                       |                                       |

### Tập 3
Phát sóng: ngày 18 tháng 3 năm 2018
| TT | Thí sinh                                        | Bài hát                                    | Huấn luyện viên/Lựa chọn của thí sinh | Huấn luyện viên/Lựa chọn của thí sinh | Huấn luyện viên/Lựa chọn của thí sinh | Huấn luyện viên/Lựa chọn của thí sinh |
| TT | Thí sinh                                        | Bài hát                                    | Hồ Hoài Anh                           | Giáng Son                             | Đức Trí                               | Lê Minh Sơn                           |
| -- | ----------------------------------------------- | ------------------------------------------ | ------------------------------------- | ------------------------------------- | ------------------------------------- | ------------------------------------- |
| 1  | (Tăng) Dật Hanh 30 tuổi, Lâm Đồng/Singapore     | "Qua đèo Ngang" (Thơ: Bà Huyện Thanh Quan) | —                                     | —                                     | —                                     |                                       |
| 2  | (Nguyễn Vương) Hoàng Thống 23 tuổi              | "Ngôi nhà vắng tênh"                       | —                                     |                                       |                                       | —                                     |
| 3  | (Lương) Sa Huỳnh 29 tuổi, TPHCM/Hà Nội          | "Mặt mộc" (Guitar: Nguyễn Duy Hùng)        | —                                     |                                       |                                       |                                       |
| 4  | Nguyễn Minh Cường 29 tuổi, TPHCM                | "I'm sorry"                                | —                                     |                                       |                                       | —                                     |
| 5  | Nguyễn Tuấn Kiệt (Gin Tuấn Kiệt) 23 tuổi, TPHCM | "Không thể chạm được em"                   |                                       | —                                     | —                                     | —                                     |
| 6  | Lâm Hữu Nghị 25 tuổi, Bạc Liêu/TPHCM            | "Xàm"                                      | —                                     | —                                     | —                                     | —                                     |
| 7  | Hoàng Khả Linh 27 tuổi, Hà Nội                  | "Thanh âm"                                 |                                       |                                       |                                       |                                       |
| 8  | Nguyễn Hoàng Sơn 29 tuổi, Nghệ An               | "Sao không còn thấy"                       | —                                     |                                       | —                                     | —                                     |
| 9  | Trịnh Khôi Vĩ (Dickson) 27 tuổi                 | "Giữa muôn vạn người"                      | —                                     | —                                     | —                                     | —                                     |
| 10 | Nguyễn Đình Khương 23 tuổi                      | "Hương à!"                                 |                                       |                                       |                                       |                                       |

### Tập 4
Phát sóng: ngày 25 tháng 3 năm 2018
| TT | Thí sinh                                    | Bài hát                           | Huấn luyện viên/Lựa chọn của thí sinh | Huấn luyện viên/Lựa chọn của thí sinh | Huấn luyện viên/Lựa chọn của thí sinh | Huấn luyện viên/Lựa chọn của thí sinh |
| TT | Thí sinh                                    | Bài hát                           | Hồ Hoài Anh                           | Giáng Son                             | Đức Trí                               | Lê Minh Sơn                           |
| -- | ------------------------------------------- | --------------------------------- | ------------------------------------- | ------------------------------------- | ------------------------------------- | ------------------------------------- |
| 1  | Trần Khánh Ly (Yul Lee) Vĩnh Phúc/Hà Nội    | "Hoa quên nắng"                   | —                                     |                                       |                                       |                                       |
| 2  | Nguyễn An Hoa Kỳ/Việt Nam                   | "Anh, em và những giấc mơ"        | —                                     | —                                     | —                                     | —                                     |
| 3  | Shin Hồng Vịnh 21 tuổi, Sóc Trăng           | "Bạn đến từ đâu"                  |                                       | —                                     | —                                     |                                       |
| 4  | Nhóm O-Plus Hà Nội                          | "Một người tha thiết quay về"     |                                       |                                       |                                       | —                                     |
| 5  | Phạm Hoàng Duy 29 tuổi, Ninh Thuận/TPHCM    | "Con tha thứ cho Mẹ"              | —                                     | ĐỦ NGƯỜI                              |                                       |                                       |
| 6  | Phạm Minh Triết (Triết Phạm) 27 tuổi, TPHCM | "Thương em là điều không thể ngờ" | —                                     | ĐỦ NGƯỜI                              |                                       | ĐỦ NGƯỜI                              |
| 7  | Đinh Uyên & Lan Phạm                        | "Qua đi một thời"                 | —                                     | ĐỦ NGƯỜI                              | ĐỦ NGƯỜI                              | ĐỦ NGƯỜI                              |
| 8  | Nguyễn Thành Đạt*** TPHCM                   | "Thèm yêu"***                     | —                                     | ĐỦ NGƯỜI                              |                                       |                                       |
| 9  | Đinh Tuấn Anh 23 tuổi, TPHCM                | "Bão"                             |                                       |                                       |                                       |                                       |

*** Tiết mục của thí sinh này được hai HLV Đức Trí và Lê Minh Sơn gạt cần chọn. Ban đầu vì đã đủ người nên cả hai lựa chọn không có giá trị. Tuy nhiên sau đó, với đặc cách của ban tổ chức, thí sinh này đã được thêm vào đội HLV Đức Trí.

## Vòng Trại Sáng tác 24H & Tranh đấu
| Chú giải | Thí sinh trực tiếp vào vòng Tranh đấu | Thí sinh được Cố vấn cứu để vào vòng Tranh đấu |
| Chú giải | Thí sinh vào vòng Liveshow            | Thí sinh bị loại                               |

Hội đồng bình chọn
Danh sách hội đồng bình chọn gồm 21 giám khảo chuyên môn và đại diện truyền thông (được liệt kê từ trái sang phải trên màn ảnh truyền hình):
- Hàng trên: nhà báo Phát Lê, nhà báo Diệu Minh, nhà báo Kim Thanh, nhà báo Hương Giang, nhà báo Hoàng Dung, nhà báo Vân An, nhà báo Việt Hùng, nhà báo Phương Giang, nhà báo Quỳnh Trang, nhà báo Huy Minh
- Hàng dưới: phóng viên Linh Võ (tập 5–6), ca nhạc sĩ Bùi Công Nam (tập 7–8), nhạc sĩ Hoàng Nhã, nhà báo Cẩm Lệ, nhạc sĩ Minh Châu, ca nhạc sĩ Hoàng Tôn, ca nhạc sĩ Phan Mạnh Quỳnh, ca nhạc sĩ Lê Thiện Hiếu, nhà báo Nguyên Vân, nhạc sĩ Nguyễn Dân, nhà báo Phan Cao Tùng, nhà sản xuất âm nhạc Long Halo

### Tập 5: ĐộiHồ Hoài Anh
Phát sóng: ngày 1 tháng 4 năm 2018
Trại Sáng tác 24H
- Chủ đề (NS Hồ Hoài Anh giao cho mỗi thí sinh một chủ đề khác nhau):
  - Dương Quốc Huy: "Việt Nam"
  - Bùi Lan Hương: "Gợi cảm"
  - Trương Nguyễn Hoài Nam: "Tình yêu"
  - Gin Tuấn Kiệt: "Mạng xã hội"
  - Hoàng Khả Linh: "Nhân văn"
  - Shin Hồng Vịnh: "Quốc tế"
  - Đinh Tuấn Anh: "Vấn đề, vấn nạn xã hội"
- Cố vấn đặc biệt: Nhà sản xuất âm nhạc Slim V

| Nhóm | Thí sinh               | Bài hát                 | Thí sinh       | Bài hát                      | Thí sinh      | Bài hát               |
| ---- | ---------------------- | ----------------------- | -------------- | ---------------------------- | ------------- | --------------------- |
| 1    | Shin Hồng Vịnh         | "Vui thôi đừng vui quá" | Dương Quốc Huy | "Đất mẹ Việt Nam"            | —             | —                     |
| 2    | Bùi Lan Hương          | "Bùa mê"                | Đinh Tuấn Anh  | "Sao tôi vào đây"            | Gin Tuấn Kiệt | "Để xem được bao lâu" |
| 3    | Trương Nguyễn Hoài Nam | "Tình yêu của anh"      | Hoàng Khả Linh | "Bàn tay nhỏ, trái tim xinh" | —             | —                     |

Vòng Tranh đấu
| TT | Thí sinh               | Bài hát                 | Bình chọn     | Bình chọn               | Bình chọn |
| TT | Thí sinh               | Bài hát                 | Hội đồng chọn | HLV chọn                | Tổng cộng |
| -- | ---------------------- | ----------------------- | ------------- | ----------------------- | --------- |
| 1  | Shin Hồng Vịnh         | "Vui thôi đừng vui quá" | 12            | —                       | 12        |
| 2  | Đinh Tuấn Anh          | "Sao tôi vào đây"       | 19            | Lê Minh Sơn +3          | 22        |
| 3  | Bùi Lan Hương          | "Bùa mê"                | 15            | Đức Trí +3 Giáng Son +3 | 21        |
| 4  | Trương Nguyễn Hoài Nam | "Tình yêu của anh"      | 21            | HLV Hồ Hoài Anh chọn    | 21        |

Trương Nguyễn Hoài Nam tuy bằng điểm so với Bùi Lan Hương nhưng được chính HLV của đội là NS Hồ Hoài Anh chọn nên Trương Nguyễn Hoài Nam tiếp nối Đinh Tuấn Anh vào chung kết.

### Tập 6: ĐộiLê Minh Sơn
Phát sóng: ngày 8 tháng 4 năm 2018
Trại Sáng tác 24H
- Chủ đề: "Cuộc sống"
- Cố vấn đặc biệt: Nhạc sĩ Hoài Sa
- Ghi chú: Thí sinh Jis Song Joo-young đã rút khỏi cuộc thi trước vòng "Trại Sáng tác 24H" vì lý do gia đình.[35]

| Nhóm | Thí sinh      | Bài hát              | Thí sinh         | Bài hát               |
| ---- | ------------- | -------------------- | ---------------- | --------------------- |
| 1    | Lộn Xộn Band  | "Nổi tiếng dễ không" | Phạm Hoàng Duy   | "Trầm cảm"            |
| 2    | Dư Quốc Vương | "Con rối"            | Trương Phước Lộc | "Bing bing bong bong" |
| 3    | Dật Hanh      | "Tắt đèn"            | Trần Khánh Ly    | "Chờ chàng"           |

Vòng Tranh đấu
| TT | Thí sinh      | Bài hát              | Bình chọn     | Bình chọn                         | Bình chọn |
| TT | Thí sinh      | Bài hát              | Hội đồng chọn | HLV chọn                          | Tổng cộng |
| -- | ------------- | -------------------- | ------------- | --------------------------------- | --------- |
| 1  | Dư Quốc Vương | "Con rối"            | 13            | Hồ Hoài Anh +3                    | 16        |
| 2  | Dật Hanh      | "Tắt đèn"            | 11            | —                                 | 11        |
| 3  | Trần Khánh Ly | "Chờ chàng"          | 17            | Giáng Son +3 HLV Lê Minh Sơn chọn | 20        |
| 4  | Lộn Xộn Band  | "Nổi tiếng dễ không" | 21            | Đức Trí +3                        | 24        |

### Tập 7: ĐộiGiáng Son
Phát sóng: ngày 15 tháng 4 năm 2018
Trại Sáng tác 24H
- Chủ đề (NS Giáng Son giao cho mỗi thí sinh một chủ đề khác nhau):
  - Nguyễn Ngọc Tường Vy: "Vấn đề xã hội"
  - Hoàng Thống: "Cảm xúc trong tình yêu"
  - RTee & Juun Đăng Dũng: "Mùa xuân"
  - Vũ Bình Minh: "Kỷ niệm"
  - Sa Huỳnh: "Nhân vật trong văn học Việt Nam"
  - Nguyễn Hoàng Sơn: "Giấc mơ"
  - Nhóm O-Plus: "Rung động"
- Cố vấn đặc biệt: Nhạc sĩ Dương Khắc Linh

| Nhóm | Thí sinh              | Bài hát            | Thí sinh             | Bài hát                    | Thí sinh         | Bài hát           |
| ---- | --------------------- | ------------------ | -------------------- | -------------------------- | ---------------- | ----------------- |
| 1    | Hoàng Thống           | "Gió"              | Nguyễn Ngọc Tường Vy | "Một thế giới xa lạ"       | —                | —                 |
| 2    | RTee & Juun Đăng Dũng | "Vội vàng"         | Vũ Bình Minh         | "Tình yêu trong tiềm thức" | —                | —                 |
| 3    | Nhóm O-Plus           | "Vô tình gặp nhau" | Sa Huỳnh             | "Hoạn Thư"                 | Nguyễn Hoàng Sơn | "Trong cơn mê lạ" |

Vòng Tranh đấu
| TT | Thí sinh              | Bài hát            | Bình chọn     | Bình chọn                     | Bình chọn |
| TT | Thí sinh              | Bài hát            | Hội đồng chọn | HLV chọn                      | Tổng cộng |
| -- | --------------------- | ------------------ | ------------- | ----------------------------- | --------- |
| 1  | Hoàng Thống           | "Gió"              | 14            | —                             | 14        |
| 2  | RTee & Juun Đăng Dũng | "Vội vàng"         | 13            | Đức Trí +3 HLV Giáng Son chọn | 16        |
| 3  | Sa Huỳnh              | "Hoạn Thư"         | 13            | Lê Minh Sơn +3 Hồ Hoài Anh +3 | 19        |
| 4  | Nhóm O-Plus           | "Vô tình gặp nhau" | 15            | —                             | 15        |

### Tập 8: ĐộiĐức Trí
Phát sóng: ngày 22 tháng 4 năm 2018
Trại Sáng tác 24H
- Chủ đề (NS Đức Trí giao cho mỗi thí sinh một chủ đề khác nhau bằng cách bốc thăm):
  - Nguyễn Thành Đạt: "Em đã nói như thế, ngày nắng, ngày mưa"
  - Nguyễn Kim Tuyên: "Nếu, phải chi, à, thì ra"
  - Nguyễn Đình Khương: "Đau là để ta nhớ, cười là để ta quên, xa để ta chẳng bao giờ mất"
  - Dũng Hà Hakoota: "Nụ hôn chưa kịp trao, lời chưa kịp nói"
  - Nguyễn Hoàng Ly: "Nhìn vào ánh mắt ta thấy, nhìn vào nụ cười ta nghe"
  - Phạm Minh Triết: "Có một ngày mà ta nhớ hoài, mùa thu, tay nắm, cuốn đi, nốt Son, nốt Mi"
  - Lê Minh Phương: "Im lặng để ta nghe thấy, hương thơm, khu vườn, nốt Fa, nốt La"
  - Nguyễn Minh Cường: "Mặt trời, tia nắng, áng mây, con chim sẻ, long lanh, tay nắm, Fa trưởng"
- Cố vấn đặc biệt: Nhạc sĩ Phương Uyên
- Ghi chú: So với những đội khác, đội Đức Trí có hai thí sinh cùng nhóm cùng được chọn hoặc cùng bị loại.

| Nhóm | Thí sinh           | Bài hát                 | Thí sinh         | Bài hát                |
| ---- | ------------------ | ----------------------- | ---------------- | ---------------------- |
| 1    | Nguyễn Thành Đạt   | "Ê sắc ế"               | Nguyễn Kim Tuyên | "Mẹ của chàng trai ấy" |
| 2    | Nguyễn Đình Khương | "Lời chúc của ba"       | Dũng Hà Hakoota  | "Là thế"               |
| 3    | Phạm Minh Triết    | "Mùa thu trong giấc mơ" | Nguyễn Hoàng Ly  | "Có Mẹ đây rồi"        |
| 4    | Nguyễn Minh Cường  | "Giời ơi"               | Lê Minh Phương   | "Trăng ngọt"           |

Vòng Tranh đấu
| TT | Thí sinh           | Bài hát                 | Bình chọn     | Bình chọn                       | Bình chọn |
| TT | Thí sinh           | Bài hát                 | Hội đồng chọn | HLV chọn                        | Tổng cộng |
| -- | ------------------ | ----------------------- | ------------- | ------------------------------- | --------- |
| 1  | Phạm Minh Triết    | "Mùa thu trong giấc mơ" | 19            | —                               | 19        |
| 2  | Nguyễn Minh Cường  | "Giời ơi"               | 18            | —                               | 18        |
| 3  | Nguyễn Hoàng Ly    | "Có Mẹ đây rồi"         | 9             | —                               | 9         |
| 4  | Dũng Hà Hakoota    | "Là thế"                | 19            | Hồ Hoài Anh +3 Giáng Son +3     | 25        |
| 5  | Nguyễn Đình Khương | "Lời chúc của ba"       | 14            | Lê Minh Sơn +3 HLV Đức Trí chọn | 17        |

Nguyễn Đình Khương tuy thấp điểm hơn so với Phạm Minh Triết và Nguyễn Minh Cường nhưng được chính HLV của đội là NS Đức Trí chọn nên Nguyễn Đình Khương tiếp nối Dũng Hà Hakoota vào chung kết.

## Vòng Giải cứu
Vòng Giải cứu là nét mới của Bài hát hay nhất mùa hai. Các tiết mục của 11 thí sinh đã bị loại trong vòng Trại Sáng tác 24H được trình diễn trên sân khấu và được phát sóng trong hai tập 9 và 10. Hai thí sinh trong số đó có lượt bình chọn cao nhất từ khán giả trên ứng dụng Zalo cũng như trang Saostar.vn chính thức góp mặt vào vòng Bán kết cùng với tám thí sinh của bốn đội.
| Chú giải | Thí sinh được vào chung kết nhờ tổng lượt bình chọn cao nhất |

| Đội Hồ Hoài Anh                                            | Đội Hồ Hoài Anh      | Đội Giáng Son           | Đội Giáng Son        | Đội Đức Trí         | Đội Đức Trí          | Đội Lê Minh Sơn     | Đội Lê Minh Sơn      |
| Thí sinh                                                   | Bình chọn            | Thí sinh                | Bình chọn            | Thí sinh            | Bình chọn            | Thí sinh            | Bình chọn            |
| ---------------------------------------------------------- | -------------------- | ----------------------- | -------------------- | ------------------- | -------------------- | ------------------- | -------------------- |
| 1. Gin Tuấn Kiệt                                           | 35.55%               | 2. Nguyễn Ngọc Tường Vy | 14.44%               | 4. Nguyễn Kim Tuyên | (không được công bố) | 7. Phạm Hoàng Duy   | (không được công bố) |
| 3. Hoàng Khả Linh                                          | (không được công bố) | 10. Vũ Bình Minh        | (không được công bố) | 6. Nguyễn Thành Đạt | (không được công bố) | 9. Trương Phước Lộc | (không được công bố) |
| 5. Dương Quốc Huy                                          | (không được công bố) | 11. Nguyễn Hoàng Sơn    | (không được công bố) | 8. Lê Minh Phương   | (không được công bố) | —                   | —                    |
| Cổng bình chọn đã đóng vào 16 giờ ngày 7 tháng 5 năm 2018. |                      |                         |                      |                     |                      |                     |                      |

### Tập 9
Phát sóng: ngày 29 tháng 4 năm 2018
| TT | Đội huấn luyện viên | Thí sinh             | Bài hát                    |
| -- | ------------------- | -------------------- | -------------------------- |
| 1  | Hồ Hoài Anh         | Dương Quốc Huy       | "Đất mẹ Việt Nam"          |
| 2  | Đức Trí             | Nguyễn Thành Đạt     | "Ê sắc ế"                  |
| 3  | Giáng Son           | Vũ Bình Minh         | "Tình yêu trong tiềm thức" |
| 4  | Đức Trí             | Lê Minh Phương       | "Trăng ngọt"               |
| 5  | Giáng Son           | Nguyễn Ngọc Tường Vy | "Một thế giới xa lạ"       |

### Tập 10
Phát sóng: ngày 6 tháng 5 năm 2018
| TT | Đội huấn luyện viên | Thí sinh         | Bài hát                      |
| -- | ------------------- | ---------------- | ---------------------------- |
| 1  | Đức Trí             | Nguyễn Kim Tuyên | "Mẹ của chàng trai ấy"       |
| 2  | Lê Minh Sơn         | Trương Phước Lộc | "Bing bing bong bong"        |
| 3  | Hồ Hoài Anh         | Hoàng Khả Linh   | "Bàn tay nhỏ, trái tim xinh" |
| 4  | Giáng Son           | Nguyễn Hoàng Sơn | "Trong cơn mê lạ"            |
| 5  | Lê Minh Sơn         | Phạm Hoàng Duy   | "Trầm cảm"                   |
| 6  | Hồ Hoài Anh         | Gin Tuấn Kiệt    | "Để xem được bao lâu"        |

## Tập 11: Liveshow Chung kết
Truyền hình trực tiếp: ngày 13 tháng 5 năm 2018
21 giám khảo chuyên môn và đại diện truyền thông
Ghi chú: Những giám khảo này được liệt kê từ trái qua phải, trên màn ảnh truyền hình từ lúc bắt đầu chương trình và theo lời giới thiệu của MC. Những giám khảo có tên in đậm đã bình chọn cho Lộn Xộn Band, những giám khảo còn lại bình chọn cho Trương Nguyễn Hoài Nam.
- Hàng trên: nhạc sĩ Hoàng Nhã, nhạc sĩ Tâm Vinh, nhà sản xuất âm nhạc Long Halo, nhà sản xuất âm nhạc DJ Hoàng Anh, đạo diễn Vũ Ngọc Phượng, ca sĩ Giang Hồng Ngọc, nhạc sĩ đạo diễn Nguyễn Hà, nhạc sĩ Minh Châu, nhạc sĩ Đỗ Hiếu, ca nhạc sĩ Hứa Kim Tuyền, nhạc sĩ Nguyễn Dân
- Hàng dưới: nhà báo Phan Cao Tùng, nhà báo Kim Thanh, nhà báo Diệu Minh, nhà báo Lý Minh Tùng, nhà báo Cẩm Lệ, nhà báo Quỳnh Nguyễn, nhà báo Hoàng Dung, nhà báo Hương Giang, nhà báo Quỳnh Trang, nhà báo Phát Lê

Các phần trình diễn và kết quả
| Khách mời     | Bài hát                                                                      |
| ------------- | ---------------------------------------------------------------------------- |
| Lê Thiện Hiếu | "Tội gì phải cưới"                                                           |
| Văn Mai Hương | "Một ngày hay trăm năm" (Nhạc phim 100 Ngày Bên Em; Sáng tác: Hứa Kim Tuyền) |

| Chú giải | Đội Hồ Hoài Anh | Đội Giáng Son | Đội Đức Trí | Đội Lê Minh Sơn |

|  |  | 1. Nguyễn Ngọc Tường Vy (MSBC: 01) Bài hát: "Nắng xa"                                                        |                                                                   |                                                                   |                                                                   |                                                                   |                                                                   |  |  |  |  |  |  |  |  |  |  |                                                                        |                                                                        |                                                                        |                                                                        |                                                                        |                                                                        |  |  |  |  |  |  |  |  |  |  |                                        |
|  |  | |                                                                   |                                                                   |                                                                   |                                                                   |                                                                   |  |  |  |  |  |  |  |  |  |  |                                                                        |                                                                        |                                                                        |                                                                        |                                                                        |                                                                        |  |  |  |  |  |  |  |  |  |  |                                        |
|  |  | |                                                                   |                                                                   |                                                                   |                                                                   |                                                                   |  |  |  |  |  |  |  |  |  |  |                                                                        |                                                                        |                                                                        |                                                                        |                                                                        |                                                                        |  |  |  |  |  |  |  |  |  |  |                                        |
|  |  | 2. Đinh Tuấn Anh (MSBC: 02) Bài hát: "Joker" (ft. Shin Hồng Vịnh)                                            |                                                                   |                                                                   |                                                                   |                                                                   |                                                                   |  |  |  |  |  |  |  |  |  |  |                                                                        |                                                                        |                                                                        |                                                                        |                                                                        |                                                                        |  |  |  |  |  |  |  |  |  |  |                                        |
|  |  | |                                                                   |                                                                   |                                                                   |                                                                   |                                                                   |  |  |  |  |  |  |  |  |  |  |                                                                        |                                                                        |                                                                        |                                                                        |                                                                        |                                                                        |  |  |  |  |  |  |  |  |  |  |                                        |
|  |  | |                                                                   |                                                                   |                                                                   |                                                                   |                                                                   |  |  |  |  |  |  |  |  |  |  |                                                                        |                                                                        |                                                                        |                                                                        |                                                                        |                                                                        |  |  |  |  |  |  |  |  |  |  |                                        |
|  |  | 3. Dũng Hà Hakoota (MSBC: 03) Bài hát: "Ảo giác"                                                             | 3. Dũng Hà Hakoota (MSBC: 03) Bài hát: "Ảo giác"                  | 3. Dũng Hà Hakoota (MSBC: 03) Bài hát: "Ảo giác"                  | 3. Dũng Hà Hakoota (MSBC: 03) Bài hát: "Ảo giác"                  | 3. Dũng Hà Hakoota (MSBC: 03) Bài hát: "Ảo giác"                  | 3. Dũng Hà Hakoota (MSBC: 03) Bài hát: "Ảo giác"                  |  |  |  |  |  |  |  |  |  |  | Lộn Xộn Band Bài hát: "Hmmm" 11/21 phiếu                               | Lộn Xộn Band Bài hát: "Hmmm" 11/21 phiếu                               | Lộn Xộn Band Bài hát: "Hmmm" 11/21 phiếu                               | Lộn Xộn Band Bài hát: "Hmmm" 11/21 phiếu                               | Lộn Xộn Band Bài hát: "Hmmm" 11/21 phiếu                               | Lộn Xộn Band Bài hát: "Hmmm" 11/21 phiếu                               |  |  |  |  |  |  |  |  |  |  |                                        |
|  |  | 3. Dũng Hà Hakoota (MSBC: 03) Bài hát: "Ảo giác"                                                             | 3. Dũng Hà Hakoota (MSBC: 03) Bài hát: "Ảo giác"                  | 3. Dũng Hà Hakoota (MSBC: 03) Bài hát: "Ảo giác"                  | 3. Dũng Hà Hakoota (MSBC: 03) Bài hát: "Ảo giác"                  | 3. Dũng Hà Hakoota (MSBC: 03) Bài hát: "Ảo giác"                  | 3. Dũng Hà Hakoota (MSBC: 03) Bài hát: "Ảo giác"                  |  |  |  |  |  |  |  |  |  |  | Lộn Xộn Band Bài hát: "Hmmm" 11/21 phiếu                               | Lộn Xộn Band Bài hát: "Hmmm" 11/21 phiếu                               | Lộn Xộn Band Bài hát: "Hmmm" 11/21 phiếu                               | Lộn Xộn Band Bài hát: "Hmmm" 11/21 phiếu                               | Lộn Xộn Band Bài hát: "Hmmm" 11/21 phiếu                               | Lộn Xộn Band Bài hát: "Hmmm" 11/21 phiếu                               |  |  |  |  |  |  |  |  |  |  |                                        |
|  |  | |                                                                   |                                                                   |                                                                   |                                                                   |                                                                   |  |  |  |  |  |  |  |  |  |  |                                                                        |                                                                        |                                                                        |                                                                        |                                                                        |                                                                        |  |  |  |  |  |  |  |  |  |  |                                        |
|  |  | 4. Lộn Xộn Band (MSBC: 04) Bài hát: "Hmmm"                                                                   |                                                                   |                                                                   |                                                                   |                                                                   |                                                                   |  |  |  |  |  |  |  |  |  |  |                                                                        |                                                                        |                                                                        |                                                                        |                                                                        |                                                                        |  |  |  |  |  |  |  |  |  |  |                                        |
|  |  | |                                                                   |                                                                   |                                                                   |                                                                   |                                                                   |  |  |  |  |  |  |  |  |  |  |                                                                        |                                                                        |                                                                        |                                                                        |                                                                        |                                                                        |  |  |  |  |  |  |  |  |  |  |                                        |
|  |  | |                                                                   |                                                                   |                                                                   |                                                                   |                                                                   |  |  |  |  |  |  |  |  |  |  |                                                                        |                                                                        |                                                                        |                                                                        |                                                                        |                                                                        |  |  |  |  |  |  |  |  |  |  |                                        |
|  |  | 5. Sa Huỳnh (MSBC: 05) Bài hát: "Bão hòa" (ft. Tùng Dương & Nguyễn Duy Hùng)                                 |                                                                   |                                                                   |                                                                   |                                                                   |                                                                   |  |  |  |  |  |  |  |  |  |  |                                                                        |                                                                        |                                                                        |                                                                        |                                                                        |                                                                        |  |  |  |  |  |  |  |  |  |  |                                        |
|  |  | |                                                                   |                                                                   |                                                                   |                                                                   |                                                                   |  |  |  |  |  |  |  |  |  |  |                                                                        |                                                                        |                                                                        |                                                                        |                                                                        |                                                                        |  |  |  |  |  |  |  |  |  |  |                                        |
|  |  | |                                                                   |                                                                   |                                                                   |                                                                   |                                                                   |  |  |  |  |  |  |  |  |  |  |                                                                        |                                                                        |                                                                        |                                                                        |                                                                        |                                                                        |  |  |  |  |  |  |  |  |  |  | Lộn Xộn Band Bài hát: "Hmmm" Quán quân |
|  |  | |                                                                   |                                                                   |                                                                   |                                                                   |                                                                   |  |  |  |  |  |  |  |  |  |  |                                                                        |                                                                        |                                                                        |                                                                        |                                                                        |                                                                        |  |  |  |  |  |  |  |  |  |  |                                        |
|  |  | 6. Gin Tuấn Kiệt (MSBC: 06) Bài hát: "Yêu anh sẽ tốt mà"                                                     |                                                                   |                                                                   |                                                                   |                                                                   |                                                                   |  |  |  |  |  |  |  |  |  |  |                                                                        |                                                                        |                                                                        |                                                                        |                                                                        |                                                                        |  |  |  |  |  |  |  |  |  |  |                                        |
|  |  | |                                                                   |                                                                   |                                                                   |                                                                   |                                                                   |  |  |  |  |  |  |  |  |  |  |                                                                        |                                                                        |                                                                        |                                                                        |                                                                        |                                                                        |  |  |  |  |  |  |  |  |  |  |                                        |
|  |  | |                                                                   |                                                                   |                                                                   |                                                                   |                                                                   |  |  |  |  |  |  |  |  |  |  |                                                                        |                                                                        |                                                                        |                                                                        |                                                                        |                                                                        |  |  |  |  |  |  |  |  |  |  |                                        |
|  |  | 7. Nguyễn Đình Khương (MSBC: 07) Bài hát: "Gói gọn trong giấc mơ"                                            |                                                                   |                                                                   |                                                                   |                                                                   |                                                                   |  |  |  |  |  |  |  |  |  |  |                                                                        |                                                                        |                                                                        |                                                                        |                                                                        |                                                                        |  |  |  |  |  |  |  |  |  |  |                                        |
|  |  | |                                                                   |                                                                   |                                                                   |                                                                   |                                                                   |  |  |  |  |  |  |  |  |  |  |                                                                        |                                                                        |                                                                        |                                                                        |                                                                        |                                                                        |  |  |  |  |  |  |  |  |  |  |                                        |
|  |  | |                                                                   |                                                                   |                                                                   |                                                                   |                                                                   |  |  |  |  |  |  |  |  |  |  |                                                                        |                                                                        |                                                                        |                                                                        |                                                                        |                                                                        |  |  |  |  |  |  |  |  |  |  |                                        |
|  |  | 8. RTee & Juun Đăng Dũng (MSBC: 08) Bài hát: "Thành phố tương tư"                                            | 8. RTee & Juun Đăng Dũng (MSBC: 08) Bài hát: "Thành phố tương tư" | 8. RTee & Juun Đăng Dũng (MSBC: 08) Bài hát: "Thành phố tương tư" | 8. RTee & Juun Đăng Dũng (MSBC: 08) Bài hát: "Thành phố tương tư" | 8. RTee & Juun Đăng Dũng (MSBC: 08) Bài hát: "Thành phố tương tư" | 8. RTee & Juun Đăng Dũng (MSBC: 08) Bài hát: "Thành phố tương tư" |  |  |  |  |  |  |  |  |  |  | Trương Nguyễn Hoài Nam Bài hát: "Bài hát của những ước mơ" 10/21 phiếu | Trương Nguyễn Hoài Nam Bài hát: "Bài hát của những ước mơ" 10/21 phiếu | Trương Nguyễn Hoài Nam Bài hát: "Bài hát của những ước mơ" 10/21 phiếu | Trương Nguyễn Hoài Nam Bài hát: "Bài hát của những ước mơ" 10/21 phiếu | Trương Nguyễn Hoài Nam Bài hát: "Bài hát của những ước mơ" 10/21 phiếu | Trương Nguyễn Hoài Nam Bài hát: "Bài hát của những ước mơ" 10/21 phiếu |  |  |  |  |  |  |  |  |  |  |                                        |
|  |  | 8. RTee & Juun Đăng Dũng (MSBC: 08) Bài hát: "Thành phố tương tư"                                            | 8. RTee & Juun Đăng Dũng (MSBC: 08) Bài hát: "Thành phố tương tư" | 8. RTee & Juun Đăng Dũng (MSBC: 08) Bài hát: "Thành phố tương tư" | 8. RTee & Juun Đăng Dũng (MSBC: 08) Bài hát: "Thành phố tương tư" | 8. RTee & Juun Đăng Dũng (MSBC: 08) Bài hát: "Thành phố tương tư" | 8. RTee & Juun Đăng Dũng (MSBC: 08) Bài hát: "Thành phố tương tư" |  |  |  |  |  |  |  |  |  |  | Trương Nguyễn Hoài Nam Bài hát: "Bài hát của những ước mơ" 10/21 phiếu | Trương Nguyễn Hoài Nam Bài hát: "Bài hát của những ước mơ" 10/21 phiếu | Trương Nguyễn Hoài Nam Bài hát: "Bài hát của những ước mơ" 10/21 phiếu | Trương Nguyễn Hoài Nam Bài hát: "Bài hát của những ước mơ" 10/21 phiếu | Trương Nguyễn Hoài Nam Bài hát: "Bài hát của những ước mơ" 10/21 phiếu | Trương Nguyễn Hoài Nam Bài hát: "Bài hát của những ước mơ" 10/21 phiếu |  |  |  |  |  |  |  |  |  |  |                                        |
|  |  | |                                                                   |                                                                   |                                                                   |                                                                   |                                                                   |  |  |  |  |  |  |  |  |  |  |                                                                        |                                                                        |                                                                        |                                                                        |                                                                        |                                                                        |  |  |  |  |  |  |  |  |  |  |                                        |
|  |  | 9. Trần Khánh Ly (MSBC: 09) Bài hát: "Chồng già"                                                             |                                                                   |                                                                   |                                                                   |                                                                   |                                                                   |  |  |  |  |  |  |  |  |  |  |                                                                        |                                                                        |                                                                        |                                                                        |                                                                        |                                                                        |  |  |  |  |  |  |  |  |  |  |                                        |
|  |  | |                                                                   |                                                                   |                                                                   |                                                                   |                                                                   |  |  |  |  |  |  |  |  |  |  |                                                                        |                                                                        |                                                                        |                                                                        |                                                                        |                                                                        |  |  |  |  |  |  |  |  |  |  |                                        |
|  |  | |                                                                   |                                                                   |                                                                   |                                                                   |                                                                   |  |  |  |  |  |  |  |  |  |  |                                                                        |                                                                        |                                                                        |                                                                        |                                                                        |                                                                        |  |  |  |  |  |  |  |  |  |  |                                        |
|  |  | 10. Trương Nguyễn Hoài Nam (MSBC: 10) Bài hát: "Bài hát của những ước mơ" (ft. Các thí sinh đội Hồ Hoài Anh) |                                                                   |                                                                   |                                                                   |                                                                   |                                                                   |  |  |  |  |  |  |  |  |  |  |                                                                        |                                                                        |                                                                        |                                                                        |                                                                        |                                                                        |  |  |  |  |  |  |  |  |  |  |                                        |
|  |  | |                                                                   |                                                                   |                                                                   |                                                                   |                                                                   |  |  |  |  |  |  |  |  |  |  |                                                                        |                                                                        |                                                                        |                                                                        |                                                                        |                                                                        |  |  |  |  |  |  |  |  |  |  |                                        |

- Kết thúc lượt 1, Lộn Xộn Band nhận được 33.56% tổng số tin nhắn bình chọn (bốn thí sinh còn lại nhận được 26.65%, 18.30%, 13.91% và 7.58% tổng số tin nhắn bình chọn).
- Kết thúc lượt 2, Trương Nguyễn Hoài Nam nhận được 29.68% tổng số tin nhắn bình chọn (Gin Tuấn Kiệt nhận được 28.45%, ba thí sinh còn lại nhận được 17.20%, 14.65% và 10.02% tổng số tin nhắn bình chọn).